# بالگردگاه سیوراپالوک
بالگردگاه سیوراپالوک (به انگلیسی: Siorapaluk Heliport) یک فرودگاه همگانی است. این فرودگاه در کشور گرینلند قرار دارد .